# Ананий IV Струмишки
Ананий (на гръцки: Ανανίας) е гръцки духовник, струмишки митрополит на Вселенската патриаршия.

## Биография
Родът на Ананий, Хрисулис, произхожда от околностите на градчето Митилини на Лесбос. Той става духовник и служи като протосингел на Струмишката митрополия.
През март 1789 година е избран и по-късно ръкоположен за струмишки митрополит.
Според една версия, докато бил митрополит в Струмица, Ананий поканил брат си Йоргос да дойде там, като му казал, че „става дума за красив град, с развито занаятчийство, дюкяни и че тук ще може да работи в занаята си“. Йоргос приел и се заселил в Струмица. Тъй като произхождал от гръцки остров, Йоргос станал известен между струмичани като Гърчето, а по него родът получил фамилното име Гърчеви.
Умира в 1818 година.